# Atractodes striativentris
Atractodes striativentris är en stekelart som beskrevs av Jussila 1979. Atractodes striativentris ingår i släktet Atractodes och familjen brokparasitsteklar. Arten är reproducerande i Sverige. Inga underarter finns listade.